# Afro

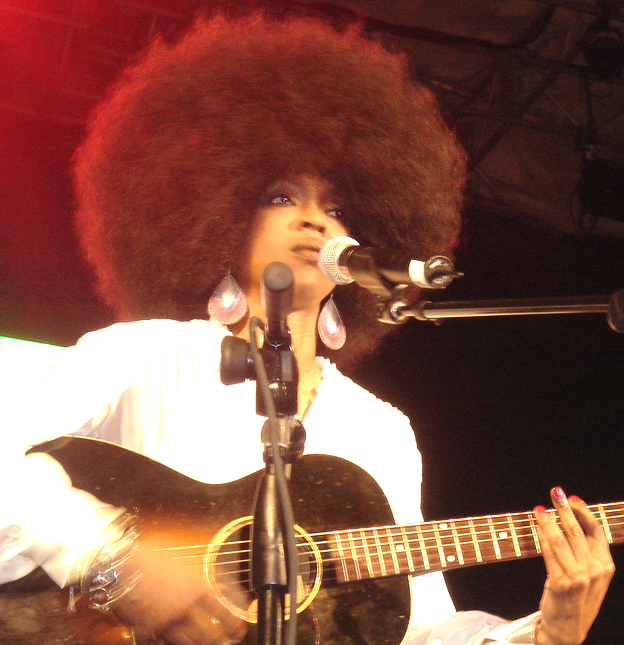
Lauryn Hill cu o coafură Afro.

Afro este un tip de Coafură care a obținut o înaltă popularitate în anii 1960. Coafura are nevoie de un păr foarte ondulat ca să obțină textura adecvată pentru a se extinde în sus adoptând o formă sferică.